# Philipp Maußhardt
Philipp Maußhardt (* 1958 in Tübingen) ist ein deutscher Journalist.

## Leben
Nach dem Studium der Politikwissenschaften und Geographie war er Volontär beim Schwäbischen Tagblatt in Tübingen, anschließend Redakteur beim Schwäbischen Tagblatt und beim Kölner Stadtanzeiger, Chefreporter bei der Illustrierten Bunte und Chefreporter bei der Münchener Abendzeitung. Er war jahrelang fester Mitarbeiter für die taz und Die Zeit und arbeitete seit 2002 als Reporter bei der Reportageagentur „Zeitenspiegel“. 1996 wurde Maußhardt mit dem Theodor-Wolff-Preis für eine Reportage über die Nazi-Vergangenheit des bekannten deutschen Journalisten „Peter Grubbe alias Claus Peter Volkmann“ ausgezeichnet. Maußhardt ist Mitbegründer und gemeinsam mit Ariel Hauptmeier Leiter der Reportageschule in Reutlingen. Er lebt in Reutlingen und Eldenburg. Er ist Vorstandsmitglied beim Reporter-Forum und Jury-Mitglied mehrerer Journalistenpreise, unter anderem vom „Journalist des Jahres“ des Medium-Magazins.